# Jacques Blin
Pour les articles homonymes, voir Blin.
Jacques Blin est un céramiste français né à Pierrefonds le 2 juin 1920 et mort à Chisseaux le 9 août 1995.